# Указатель курса

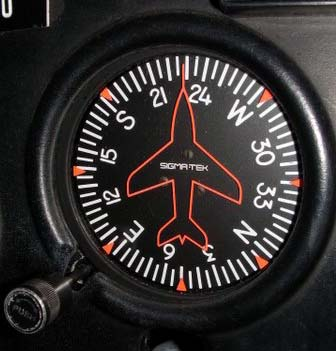
Указатель курса на Cessna 172

Указатель курса — бортовой прибор, показывающий текущий курс летательного аппарата.

## Устройство
В отличие от магнитного компаса этот прибор не зависит от магнитного поля Земли, а работает на основе определённых свойств гироскопа, который вращается в вертикальной плоскости и сохраняет своё положение, когда самолёт выполняет разворот. Шкала прибора выполнена в виде подвижного диска. Он копирует положение (ориентацию) гироскопа при изменении направления полёта. Получается видимое вращение диска (на самом деле вращается самолёт вокруг своей вертикальной оси, а диск лишь повторяет фиксированное в пространстве положение волчка).